# Mammillaria bocensis
Mammillaria bocensis ist eine Pflanzenart aus der Gattung Mammillaria in der Familie der Kakteengewächse (Cactaceae). Das Artepitheton bocensis bedeutet ‚vom Standort Bocas/Mexiko‘.

## Beschreibung
Mammillaria bocensis wächst meist einzeln, gelegentlich im Alter sprossend. Der Pflanzenkörper ist niedergedrückt, kugelig bis kurz zylindrisch. Er ist dunkelgrün mit rötlichem bis purpurfarbenen Hauch und wird 8 bis 9 Zentimeter hoch und auch im Durchmesser groß. Die festen Warzen sind pyramidal gekielt und haben Milchsaft.  Die Axillen sind manchmal mit etwas weißer Wolle besetzt, zumeist aber nackt. Der rötlich braune Mitteldorn mit dunkler Spitze ist gerade bis leicht gebogen. Er wird nur 0,8 bis 1,5 Zentimeter lang. Die 6 bis 8 Randdornen sind nadelig, kalkweiß bis rötlich mit dunkler Spitze. Sie sind 0,5 bis 1,4 Zentimeter lang.
Die breit trichterigen Blüten sind hellrosa bis grünlich, mit bräunlichen Mittelstreifen. Sie werden 1,5 bis 2 Zentimeter lang. Die dick, keuligen Früchte sind rot gefärbt. Sie enthalten hellbraune Samen.

## Verbreitung, Systematik und Gefährdung
Mammillaria bocensis ist in den  mexikanischen Bundesstaaten Sonora, Sinaloa, Jalisco und Nayarit  verbreitet.
Die Erstbeschreibung erfolgte 1945 durch Robert T. Craig (1902–1986).
In der Roten Liste gefährdeter Arten der IUCN wird die Art als „Vulnerable (VU)“, d. h. als gefährdet geführt.

## Nachweise